# Сеса Чиленто
Сеса Чиленто (итал. Sessa Cilento) је насеље у Италији у округу Салерно, региону Кампанија.
Према процени из 2011. у насељу је живело 360 становника. Насеље се налази на надморској висини од 521 м.

## Становништво
| 1931. | 1936. | 1951. | 1961. | 1971. | 1981. | 1991. | 2001. | 2011. |
| ----- | ----- | ----- | ----- | ----- | ----- | ----- | ----- | ----- |
| 2.408 | 2.540 | 2.578 | 2.340 | 2.036 | 1.701 | 1.628 | 1.466 | 1.366 |